# Mariakapel (Buchten)
De Mariakapel is een kapel in Buchten in de Nederlands Zuid-Limburgse gemeente Sittard-Geleen. De kapel staat in het noorden van de plaats midden in de Dorpstraat waarbij het verkeer aan beide kanten de kapel kan passeren, vlakbij waar de Dorpstraat uitkomt op de Keerweg.
De kapel is gewijd aan Maria.

## Geschiedenis
Oorspronkelijk stond er op deze plaats een devotiekruis. Op een onbekend moment werd op deze plaats door buurtbewoners een kapel gebouwd.
In 1990 werd de kapel gerenoveerd.

## Bouwwerk
De wit geschilderde kapel op zwarte plint is opgetrokken op een zeshoekig plattegrond en wordt gedekt door een helmdak met leien. Op de top van het dak staat een kruis. Op de zes hoeken van de kapel zijn afgeplatte steunberen aangebracht die bovenin eindigen in spitsboogvorm. In de vier schuine zijgevels zijn er vierpasvensters geplaatst en de achtergevel is blind. In de frontgevel bevindt zich de spitsboogvormige toegang die wordt afgesloten met een dubbele deur.
Van binnen zijn de wanden van de kapel wit geschilderd en wordt gedekt door een kruisribgewelf. Dit blauw geschilderde gewelf met gouden lelies wordt gedragen door mergelkleurige ribben op kraagstenen en heeft een sluitsteen met daarop een roos. Tegen de achterwand is een natuurstenen altaar geplaatst met daarop op een sokkel het polychrome Mariabeeld. Maria wordt afgebeeld als Overwinnares van het Kwade, waarbij ze haar handen voor haar borst gekruist houdt, neerwaarts kijkt en tegelijkertijd op een oranje maansikkel staat en met haar voet een slang (symbool voor ket kwade) vertrapt die een appel eet.